# Referendum in Germania del 1929
Il referendum contro il piano Young fu una consultazione popolare della Repubblica di Weimar. Fu indetto a seguito della petizione popolare "contro l'asservimento del popolo tedesco" (legge della libertà), avviata da partiti e organizzazioni di destra nel 1929.
L'iniziativa mirava ad abolire il piano Young,  attraverso il quale il governo Müller e le potenze vincitrici della prima guerra mondiale avevano trovato un accordo sulle riparazioni di guerra. La proposta prevedeva l'approvazione della cosiddetta "legge della libertà" (Freiheitsgesetz), che avrebbe completamente rivisto il trattato di Versailles e incriminato per tradimento i membri del governo del Reich.
Durante la fase della petizione popolare, gli aventi diritto di voto ebbero tempo dal 16 al 29 ottobre 1929 per iscriversi alle liste ed esprimere così il loro sostegno alla bozza della "legge della libertà". Con poco più del 10% degli elettori, il quorum previsto per la petizione popolare fu appena raggiunto.
Il Reichstag discusse la petizione il 29 e 30 novembre e la maggioranza dei deputati la respinse. I promotori chiesero quindi l'indizione di un referendum, che ebbe luogo il 22 dicembre 1929. Per il successo del referendum era richiesta la maggioranza assoluta di tutti gli aventi diritto di voto e non solo dei voti espressi (quorum del 50%).

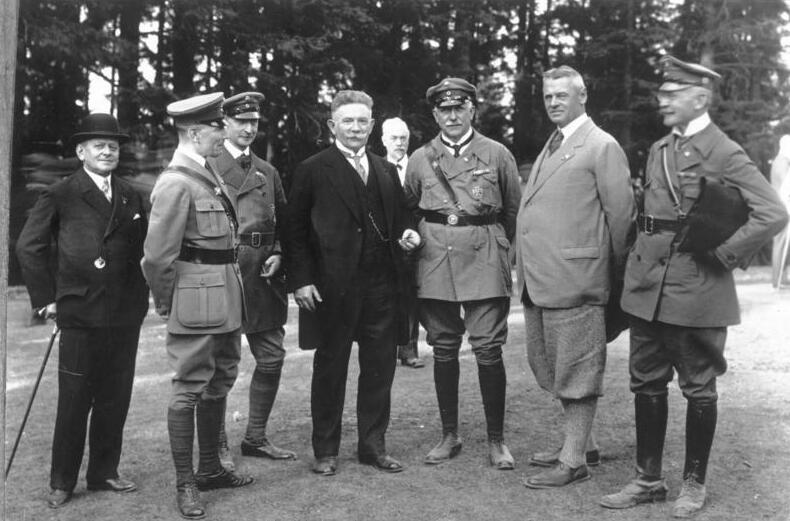
Esponenti della destra tedesca a una manifestazione per la petizione popolare tenutasi il 1º settembre 1929 presso l'Hermannsdenkmal. Al centro il capo dei tedesco-nazionali Alfred Hugenberg (in redingote).

La consultazione fallì a causa della scarsa partecipazione, avendo votato poco meno del 15% degli elettori. La petizione popolare e il referendum furono comunque importanti per lo sviluppo della situazione politica negli anni successivi. La campagna di propaganda guidata dai partiti di destra fu una delle più grandi campagne del suo genere durante la Repubblica di Weimar. Le forze governative, da parte loro, risposero con una notevole contropropaganda. Per la prima volta le forze della destra tradizionale come il Partito Popolare Nazionale Tedesco (DNVP) agirono insieme al Partito Nazionalsocialista Tedesco dei Lavoratori (NSDAP) di Adolf Hitler.
L'influenza del referendum del 1929 sugli eventi che portarono alla conquista del potere da parte di Hitler è discussa dalla storiografia.